# Краљ долине
Краљ долине (енгл. Monarch of the Glen) је дело енглеског сликара Едвина Ландсира из 1851. године. Сликана је техником уље на платну, а наручена је заједно са још две слике за Вестминстерску палату, у Лондону. Слика је, касније, била пресликана на челикорез и дистрибуирана као штампана графика.
Едвин Ландсир је био члан Краљевске академије и миљеник краљице Викторије, а прославио се сликама и цртежима животиња. Од његових дела из каснијег опуса, најпознатије су бронзане статуе лавова у подножју споменика адмиралу Нелсону на тргу Трафалгар сквер у Лондону. Од 1840-их Ландсир је почео да израђује детаљне цртеже јелена које је сусретао путујући шкотском висоравни. 
Године 1850. Ландсир добија поруџбину за три слике на тему лова, за бар у Дому лордова. Слика Краљ долине је била једна од њих. Доњи дом је одбио да одобри исплату обећаних 150 фунти, па је слика продата физичким лицима.
Слику је потом откупио произвођач сапуна Пирс и почео је користити при рекламирању својих производа. Када је компанија продата фирми Џон Девор и синови, слика је постала заштитини знак те фирме. То је и остала упркос томе што је фирма била продата компанији Гленфидих. 
Оригинал се данас налази у уметничкој збирци компаније Дијаџио и изложен је у Националној галерији Шкотске.
Стилизована слика је део логотипа америчке осигуравајуће компаније Хартфорд, као и пивнице Ексмур ејлс.